# 223278 Brianduncan
223278 Brianduncan este o planetă minoră (asteroid) din centura de asteroizi. A fost descoperită pe 1 aprilie 2003 la Observatorul Național Kitt Peak de Marc Buie⁠(d). 
Obiectul prezintă o orbită caracterizată de o semiaxă mare de 2,6526448810634 UAi, o excentricitate de 0,053129554872287, o înclinație de 10,642920841833 ° în raport cu ecliptica.